# Бабий городок
Ба́бий городо́к — историческая местность в Москве, на правом берегу реки Москвы, между современными Крымской набережной и Большой Якиманкой.

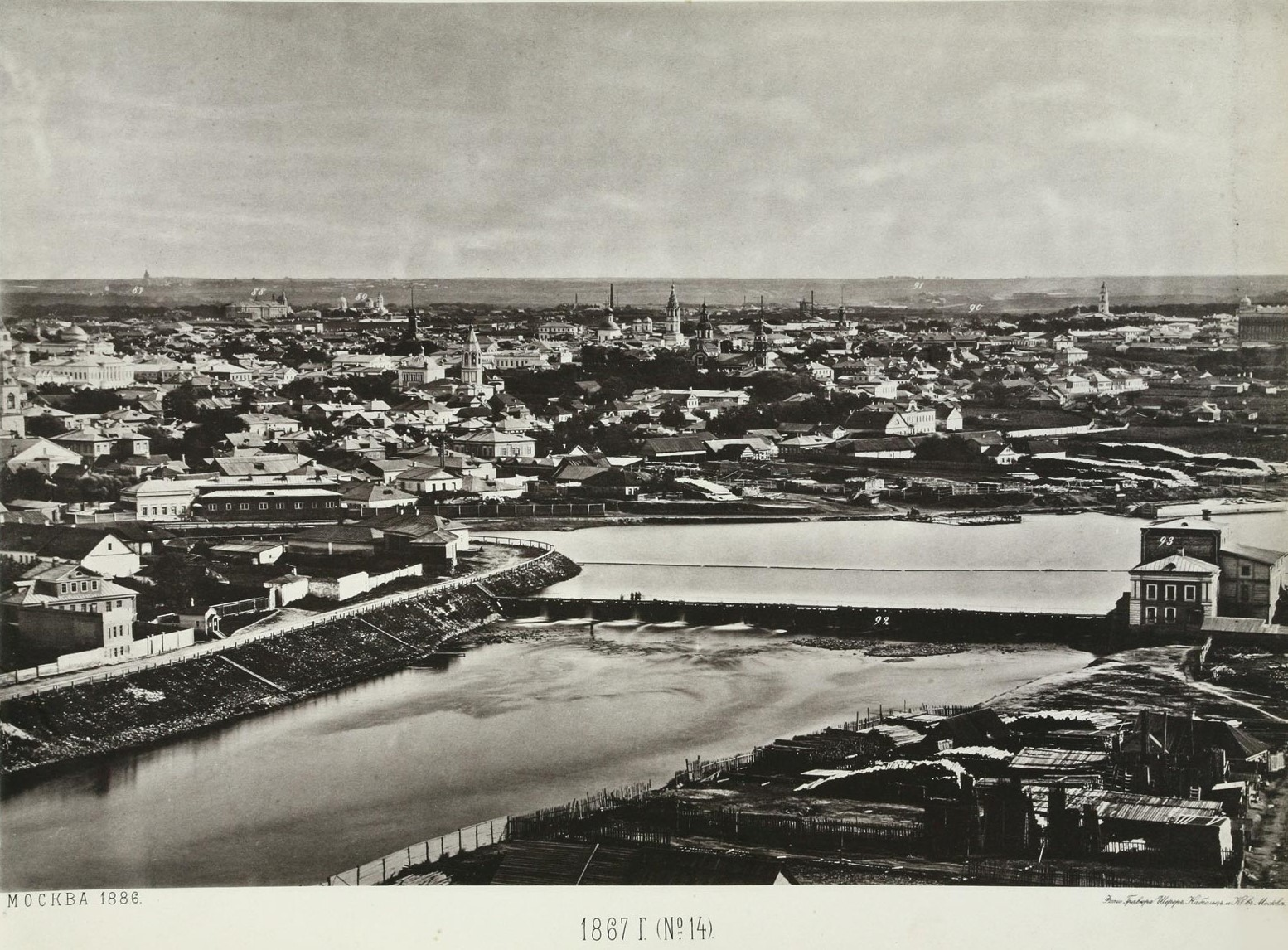
Бабьегородская плотина

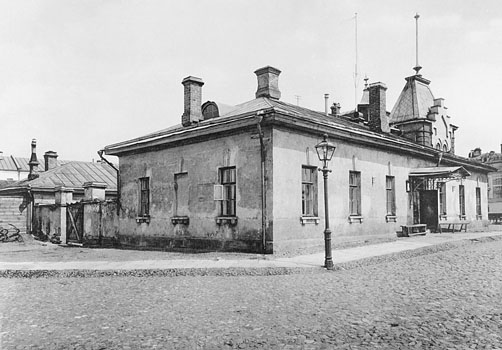
Сторожевой дом при Бабьегородской плотине

## История
Местность называлась так в XVII—XIX веках из-за того, что укрепление берега реки в этом месте производилось с помощью свай, которые вбивались подвесным молотом — бабой.
В настоящее время название сохраняется в наименовании 1-го и 2-го Бабьегородских переулков.
В настоящее время на территории Бабьего городка расположены Центральный дом художника и парк «Музеон».

## Бабьегородская плотина
В 1836 году вблизи Бабьего городка (между современными Берсеневской и Пречистенской набережными) была сооружена Бабьегородская плотина, обеспечивавшая подпор воды 2,8 м. Плотина разбиралась во время весеннего ледохода, собиралась после паводка. Для пропуска судов служил Водоотводный канал, на котором одновременно с Бабьегородской плотиной была построена Краснохолмская плотина со шлюзом.
В 1937 году, в связи с сооружением канала имени Москвы и Перервинского гидроузла, Бабьегородская плотина была разобрана.

## Легенда о происхождении названия
В. Н. Татищев передаёт следующую легенду, существовавшую в его время о происхождении названия. Якобы, в 1382 году, когда на Москву шёл Тохтамыш, в этом месте укрепились сбежавшиеся с окрестных деревень несколько сот баб, которых воевода не пустил в город из опасения голода. Появившиеся на третий день татары захотели их тотчас взять, но бабы попросили, чтобы к ним въехало 50 татар, а когда татары, «понахалившись», въехали, убили их всех и головы «выметали». После этого они защищались ещё два дня, пока воевода не прислал за ними ночью лодки.